# Constantin von Economo
Constantin von Economo (Brăila en los Principados Unidos de Moldavia y Valaquia, 21 de agosto de 1876 - Viena, 21 de octubre de 1931) fue un neurólogo austriaco de origen rumano y ascendencia griega. Es conocido por haber descrito en 1917 la encefalitis letárgica, también llamada enfermedad de von Economo-Cruchet, y por la creación de un atlas citoarquitectónico de la corteza cerebral publicado en 1925.

## Biografía
Su nombre completo era Constantin Alexander Economo Freiherr (Baron) von San Serff, nació en la ciudad rumana de Brăila, de padres de la aristocracia griega adinerada. Su familia se trasladó a Trieste, entonces ciudad austrohúngara, donde se crio. Fue durante la lectura del libro Genio y locura de Cesare Lombroso publicado en 1864 cuando se sintió atraído por la medicina, sin embargo después de sus estudios secundarios en el Liceo de Trieste en 1893, su padre lo obligó a estudiar ingeniería. Después de dos años se le permitió matricularse en medicina. Durante sus estudios fue demostrador en el Instituto de Histología dirigido por Anton von Rosenstein (1842-1925) y asistente en el Instituto de Fisiología dirigido por Sigmund Exner (1846-1926).
Tras doctorarse en Viena en 1901, realizó un año de formación especializada en la Clínica Universitaria de Hermann Nothnagel. Permaneció un año en París, para especializarse en psiquiatría con Valentin Magnan y en neurología con Pierre Marie. Luego fue a Estrasburgo con Albrecht Bethe -padre del futuro premio Nobel de Física Hans Bethe- y a Múnich con Emil Kraepelin.
En 1906 regresó a Viena como asistente de Julius Wagner-Jauregg (1857-1940) en una clínica psiquiátrica. Durante este período también fue piloto de globo y en 1908 fue uno de los primeros aviadores austriacos. Como titular de una licencia de piloto, sirvió durante la Primera Guerra Mundial en el frente del Tirol del Sur y recibió varias condecoraciones. En 1916 fue llamado de nuevo a Viena para participar en el tratamiento de pacientes con traumatismos craneales en la clínica de Wagner von Jauregg. En esa época comenzó a estudiar la encefalitis letárgica.
Fue nombrado profesor asociado de psiquiatría y neurología en 1913 y profesor titular extraordinario en 1921. En 1920 se casó con la hija del general Alois Schönburg-Hartenstein. En 1928 rechazó la oferta de suceder a Julius Wagner-Jauregg como director de la Clínica de Psiquiatría y Neurología de Viena por evitar tener que lidiar con tareas administrativas.
En 1931 se convirtió en director del recién creado Instituto de Investigación Cerebral en conexión con la Clínica Psiquiátrica, pero murió repentinamente de un ataque cardíaco unos meses después.
Es autor de un libro sobre la encefalitis letárgica publicado en 1929, un año después del trabajo de Jean-René Cruchet .

## Eponimia
Constantin von Economo dio su nombre a la encefalitis letárgica, descrita simultáneamente por Jean-René Cruchet (enfermedad de von Economo o enfermedad de von Economo-Cruchet). Esta enfermedad del sistema nervioso central, que se extendió en forma epidémica en 1915 y 1924, principalmente en Europa y América del Norte, se caracteriza en su forma más extendida por una importante somnolencia (letargo), de ahí su nombre de "enfermedad del sueño europea" (a diferencia de la enfermedad del sueño africana o tripanosomiasis), dolores musculares (mialgias), fiebre, estupor, oftalmoplejia y debilidad (paresia ) de las extremidades. Otras dos formas han sido descritas por von Economo: una forma hipercinética (asociada al insomnio) y una forma acinética, llamada parkinsonismo postencefalítico.
Su obra magna es Die Cytoarchitektonik der Hirnrinde des erwachsenen Menschen ("La citoarquitectura de la corteza cerebral del hombre adulto") publicada en 1925 con Georg N. Koskinas . Es en este trabajo de histología donde describe las neuronas fusiformes, también llamadas neuronas de von Economo.